# Mare de Déu del Perdó de Can Damunt
La Mare de Déu del Perdó de Can Damunt és la capella particular del mas de Can Damunt, pertanyent al poble de Costoja, al Vallespir (Catalunya del Nord).
Està situada al nord-est de la masia, una mica apartada de la casa principal i les seves dependències. El mas de Can Damunt, o Cap d'Amunt, és a uns dos quilòmetres de Costoja, al seu sud-est. Hi mena una variant de la mateixa carretera que duu a Costoja.